# 홍지훈
홍지훈(1988년 10월 27일~)은 대한민국의 배드민턴 선수로, 2010년 아시안 게임에 참가해 은메달을 획득했다.